# Helophilus hectori
Helophilus hectori är en tvåvingeart som beskrevs av Miller 1924. Helophilus hectori ingår i släktet kärrblomflugor, och familjen blomflugor. Inga underarter finns listade i Catalogue of Life.